# Jerzy Leparski
Jerzy Leparski z Hanusa herbu Rudnica (zm. 12 września 1798 w Mokranach) – podkomorzy upicki w latach 1765–1783, podstoli upicki w latach 1759–1765, oboźny upicki w latach 1757–1759.
Był komisarzem skarbowym litewskim w latach 1766–1775, poseł powiatu upickiego na sejm konwokacyjny (1764). W 1764 roku był elektorem Stanisława Augusta Poniatowskiego z powiatu upickiego.  Poseł powiatu upickiego na sejm koronacyjny 1764 roku. Na Sejmie Rozbiorowym w 1775 roku powołany do Komisji Skarbowej Wielkiego Księstwa Litewskiego.